# サイボーグ・ブルース
『サイボーグ・ブルース』は、平井和正のSF連作短編小説。1968年から1969年にかけて『S-Fマガジン』に発表され、単行本は1971年に発売された。
後年、秋本シゲルにより漫画化された（徳間書店の雑誌『リュウ』に掲載）。

## 概要
時代は未来、世界連邦が発足していた。各国の軍隊の解体と同時に、クライム・シンジケートに凶悪犯や社会不適合者、超兵器が流出、世界の脅威は増大した。これに対処すべく、サイボーグ特捜官が誕生した。
黒人警官アーネスト・ライトは、同僚に狙撃され殉職したが、サイボーグ特捜官として再生させられた。クライム・シンジケートばかりではなく、腐敗した警察機構をも憎むアーネストは、サイボーグ特捜官（警察機構の一員）である事を嫌悪し、辞職する。
「魂」を持ったアンドロイドとの出会い、不可思議な「ダーク・パワー」との接触を経て、アーネストは、シンジケートと対立する。忘れようとしていた過去との対面を経て、彼はシンジケートと連邦の真実を知らされた。アーネストは、シンジケートの手に陥るが、その時、ダーク・パワーが彼を捕らえた…。

## 章題
- 第1章 ブラック・モンスター　（S-Fマガジン1968年5月号）
- 第2章 サイボーグ・ブルース　（S-Fマガジン1968年10月号）
- 暗闇への間奏曲　（S-Fマガジン1969年6月号）
- 第3章 ダーク・パワー　（S-Fマガジン1968年11月号）
- 第4章 シンジケート・マン　（S-Fマガジン1969年2月号）
- 第5章 ゴースト・イメージ　（S-Fマガジン1969年3月号）

※本作はアーネスト・ライトの一人称小説であるが、「暗闇への間奏曲」は三人称で書かれており、アーネスト・ライトは登場しない。

## 執筆の経緯
『8マン』の小説化として構想されたが、設定の一部を除いて別物となった。作者は「8マンへの鎮魂歌」として本作を執筆したと言う（星新一の解説による）。

## 書誌情報
- サイボーグ・ブルース（単行本（日本SFノベルズ）、早川書房、1971年）
- サイボーグ・ブルース（角川文庫、1974年）
- 平井和正全集9 サイボーグ・ブルース（単行本、リム出版、1991年）
- 日本SF傑作選4 平井和正 虎は目覚める/サイボーグ・ブルース（日下三蔵編集、ハヤカワ文庫JA、2018年）

## 8マンとの対比
共通点
- 殉職警官である。
- 加速性能を持っている。
- ナイフを使用することがある。

相違点
|            | 8マン                                                       | サイボーグ・ブルース                                                                                   |
| ---------- | ----------------------------------------------------------- | --- |
| 時代       | 連載当時の現代                                              | 未来（早くとも21世紀中盤から後半）[1]                                                                  |
| 舞台       | 日本（連載誌が発行されている国）                            | アメリカ                                                                                               |
| ボディ     | 電子頭脳を備えたロボット（アンドロイド）[2]                 | 人の頭脳を持つサイボーグ                                                                               |
| 性描写     | 掘り下げた描写はない[3]。                                   | 「性」はキーワードとなっており、アーネストは「暖かい肉体を持っていない」事をコンプレックスとしている。 |
| 組織・同僚 | 8マンの製造者である谷博士を除き協力者と呼べる同類がいない。 | サイボーグ特捜官は組織の一員であり、複数の同僚が存在し、上司の指揮下にある。                           |
| 上司       | 直接的な上司ではないが警視庁の田中課長は、人情に厚い。      | サイボーグ特捜官を仕切るブリュースター長官は、冷徹な政治家である。                                     |

## 後発作品への影響
本作は一人称小説である。この後、『アダルト・ウルフガイ』シリーズや、『8マン 魔人コズマ篇最終回』も一人称で書かれている。
平井によれば、「生身の体で人間と交われる犬神明は、8マンの憧れ」である。

## 備考
- 地域国家は存在している。国家や州によっては、法律が違う。アメリカでは「人間そっくりのアンドロイド」は違法。
- アーネストはブルース歌手を目指したことがある。「ブルースには魂（ソウル）が必要」であり、サイボーグとして蘇生した彼の声帯では、ブルースは歌えない。ロボット（アンドロイド）にはブルースは歌えない、とアーネストは思っていた（後述）。
- サイボーグ特捜官の天敵として、殺し屋サイボーグも存在する。サイボーグ特捜官には殺し屋サイボーグが見抜けるが、その逆は不可能という（殺し屋サイボーグによる）。
- ニューヨークが「古都」的な扱いを受けている。

### 高性能のアンドロイド
本作には、高性能のアンドロイド（超A級、特A級）が4体登場する。
特A級（1体）
- 第2章「サイボーグ・ブルース」に登場する黒人の執事。ブルースを歌うことができる（そのことにアーネストは衝撃を受ける）。

超A級（3体）
- 1体目は第1章「ブラック・モンスター」に登場。描写が短いため詳細は不明。ただし「恐怖を感じる能力があるようだ」とアーネストに推測されている。
- 2体目は第2章「サイボーグ・ブルース」に登場。セックスも行っているが、誰にもアンドロイドだとは気付かれていない。
- 3体目は「暗闇への間奏曲」に登場。「自己防衛（自己保存）」の本能（?）を持っており、殺人を行う。

以上4体のうち、特A級はアンドロイドだとすぐに見抜かれているが、超A級は見抜かれていない（ただし、アーネストが出会った超A級は2体目のみ）。「超A級」は、外見や能力・行動からは見抜けないぐらい精巧にできている。3体目の超A級アンドロイドによると、アメリカでは、「人間そっくりのアンドロイド」は非合法、とのことである。